# 左更增四
左更增四，即白羊座ρ3（ρ3 Ari, ρ3 Arietis），是一颗位于白羊座的恒星 ，它距离地球约115光年。
左更增三是一颗白色F-型主序星，视星等为+5.63。
白羊座ρ3在中国星官系统中属于西方白虎七宿中娄宿的星官左更增星第四星，因此被称为左更增四。在西方和白羊座δ、白羊座ε、白羊座ζ和白羊座π一起并称为Al Botein，来自于阿拉伯语بطين，意思为“腹部”。